# Baryphas eupogon
Espèce
Baryphas eupogon est une espèce d'araignées aranéomorphes de la famille des Salticidae.

## Distribution
Cette espèce est endémique de São Tomé à Sao Tomé-et-Principe.

## Description
Le mâle holotype mesure 5 mm.

## Publication originale
- Simon, 1902 : Description d'arachnides nouveaux de la famille des Salticidae (Attidae) (suite). Annales de la Société Entomologique de Belgique, vol. 46, p. 24-56 & 363-406 (texte intégral).